# Aromatična aminokiselina
Aromatične aminokiseline su aminokiseline koji sadrže aromatični prsten.

## Primeri aromatičnih aminokiselina
|  |  |  |  |  |

## Literatura
- Maeda, H.; Dudareva, N. (2012). „The Shikimate Pathway and Aromatic Amino Acid Biosynthesis in Plants”. Annual Review of Plant Biology. 63: 73—105. PMID 22554242. doi:10.1146/annurev-arplant-042811-105439.

## Spoljašnje veze
- Aromatic+Amino+Acids на 